# Rohani Baba (distrikt)
Rohani Baba (persiska: روحانی بابا), eller Wuluswali-ye Rohani Baba (ولسوالی روحانی بابا), är ett distrikt (wuluswali) i östra Afghanistan, i provinsen Paktia.
Rohani Baba knoppades av från distriktet Zurmat år 2017 och är ett av landets provisoriska distrikt. Det beräknades år 2022 ha omkring 24 000 invånare.